# Locus eremus
Locus eremus (en llatí "lloc erm") és un tòpic literari particularment utilitzat en la literatura medieval, renaixentista i barroca. S'oposa a l' locus amoenus i es caracteritza per ser una ambientació apartada del món, sense arbres, aus ni rierols. És símbol de la vida àrdua i sacrificada, per la qual cosa sol emprar-se en la poesia religiosa ascètica o per marcar la crueltat de la dama i el seu rebuig, a la lírica petrarquista. També, en alguna ocasió, és un motiu polític que critica el mal govern.
Els elements que el componen són els oposats al locus amoenus: en comptes de prat herbós, el desert o els penyals de la serra; en comptes de rossinyols, feres, feristeles, serps; en comptes d'aigua, sorra o pedres; en comptes d'ombra d'arbres, la sequera del sol i el foc. Pot aparèixer també el fred, el gel, la neu. És un paisatge solitari i, per tant, no convida a la conversa com el locus amoenus, sinó al lament, la penitència, la pregària. Àfrica, Líbia, Tebaida són les regions usualment identificades amb aquest talps o tòpic, com la Arcadia o el Edén en el locus amoenus.

## notes
1. ↑  Sobre el calificativo eremus, "yermo", ver http://www.perseus.tufts.edu/hopper/text?doc=eremus&fromdoc=Perseus%3Atext%3A1999.04.0059"
2. ↑  LENGUAJE Y COMUNICACIÓN – 2013 CARLOS OBAID A. Disponible en http://es.scribd.com/doc/165477640/1%C2%BA-Medio-Leng-Unidad-n%C2%BA4-Narrativa-Guia-Docente#scribd
3. ↑  Cf. Antonio Azaustre y Juan Casas, Manual de retórica española. Barcelona: Ariel, 1997, p. 60.